# Corydalis flavula
Corydalis flavula ist eine Pflanzenart aus der Gattung Lerchensporne (Corydalis) in der Unterfamilie der Erdrauchgewächse (Fumarioideae) innerhalb der Familie der Mohngewächse (Papaveraceae). Sie ist in Nordamerika verbreitet.

## Beschreibung

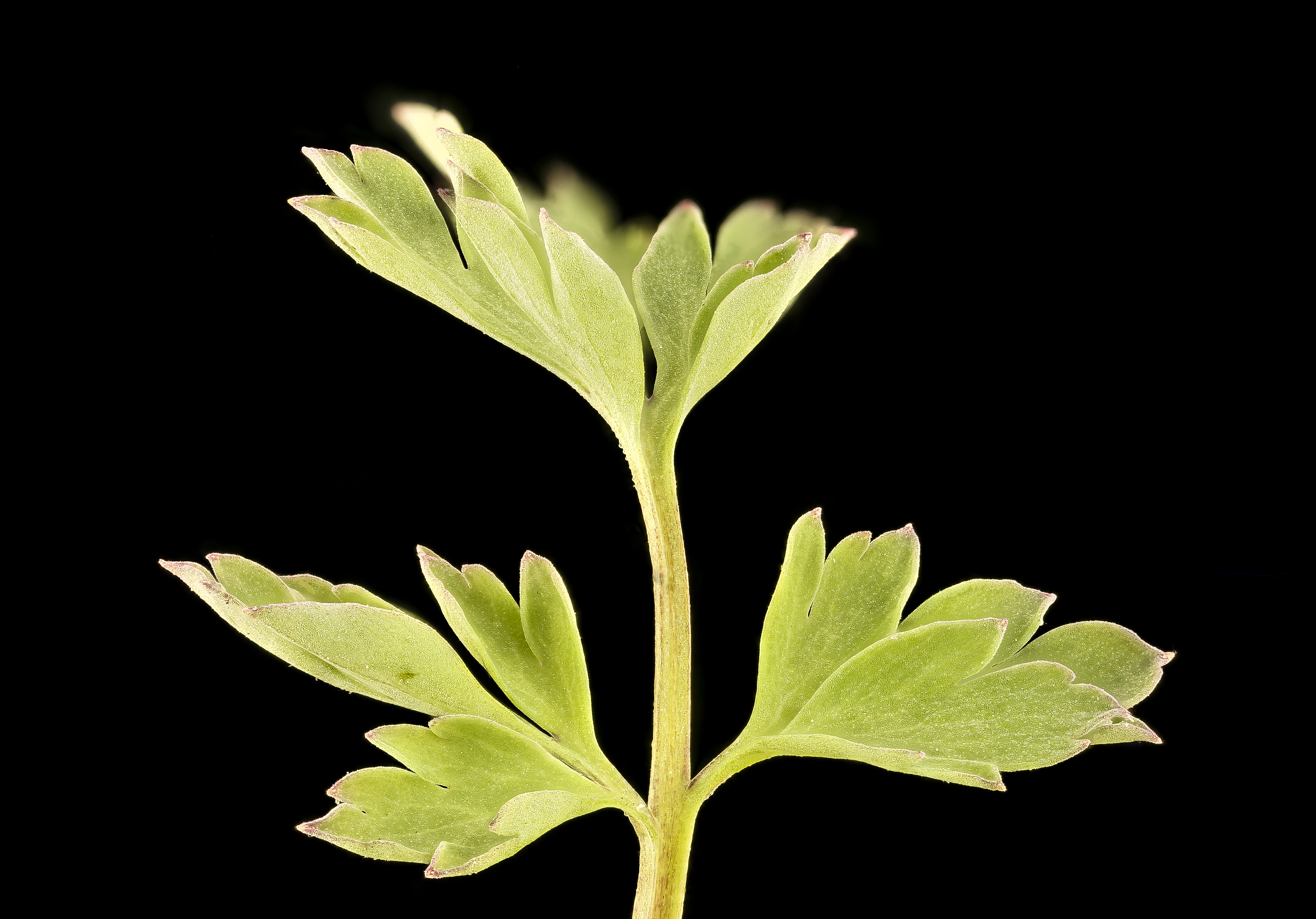
Laubblatt

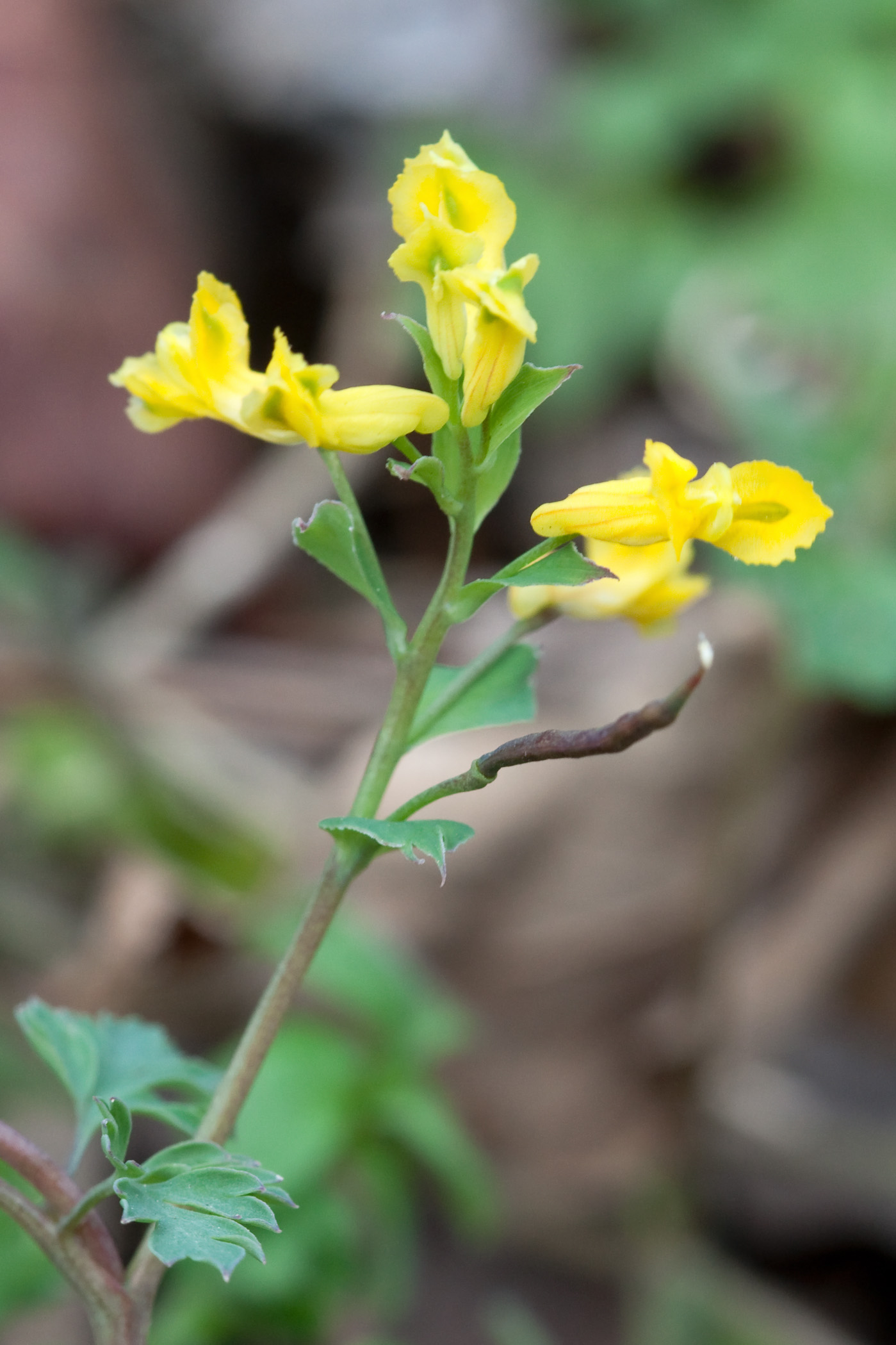
Blütenstand

### Vegetative Merkmale
Corydalis flavula ist eine grüne bis bläulichgrüne, einjährige krautige Pflanze, die Wuchshöhen von 15 bis 30 Zentimetern erreicht. Je Pflanzenexemplar sind ein bis mehrere Stängel vorhanden; diese sind anfangs aufrecht, später oft niederliegend.
Die am Stängelgrund wachsenden Laubblätter sind lang gestielt, die weiter oben wachsenden Blätter kurz gestielt bis sitzend und in der Größe kaum reduziert. Die Blätter sind gefiedert und aus fünf bis sieben Teilblättchen bestehend, die wiederum aus jeweils bis zu fünf eingeschnittenen Teilblättchen bestehen. Die äußersten Blattsegmente sind eng bis breit elliptisch mit zugespitztem oberen Ende, in der Größe sehr verschieden.

### Generative Merkmale
Der traubige Blütenstand enthält sechs bis zehn oder mehr, gedrängt angeordnete Blüten, er wächst kaum über die Blätter hinaus; die Blüten sind manchmal schlecht ausgebildet, ein- bis fünfblütige Blütenstände kleistogamer Blüten – wenn vorhanden – sind unauffällig. Die Blütenstiele sind schlank und 6 bis 15 (oder mehr) Millimeter lang.
Die zwittrige Blüte ist zygomorph und blassgelb. Die kurklebigen Kelchblätter dünn, bei einer Länge von etwa 1 Millimetern lanzettlich. Die gespornten Kronblätter sind 7 bis 9 Millimeter lang und die ungespornte Kronblätter 6 bis 8 Millimeter lang.
Die Früchte sind 14 bis 22 Millimeter lang. Die schwarzen Samen bis zu 2 Millimeter lang.
Die Chromosomenzahl beträgt 2n = 16.

## Phänologie
Die Blütezeit reicht von Mitte März bis Mitte Mai. Die Früchte reifen von Anfang April bis Anfang Juni.

## Vorkommen
Corydalis flavula ist in den USA von Connecticut und New York nach North Carolina, westwärts bis zum nördlichen Louisiana und reicht bis in den Osten von Oklahoma, Kansas und Nebraska verbreitet. Es gibt auch Vorkommen im kanadischen Ontario. Corydalis flavula besiedelt feuchte Böden, bewaldete Abhänge und Auwälder in Höhenlagen bis 650 Metern.

## Taxonomie
Die Erstbeschreibung erfolgte 1808 unter dem Namen (Basionym) Fumaria flavula durch Constantine Samuel Rafinesque-Schmaltz in Medical Repository, hexade 2, 5, S. 358. Die Neukombination zu Corydalis flavula (Raf.) DC. wurde 1824 durch Augustin-Pyrame de Candolle in Prodromus Systematis Naturalis Regni Vegetabilis, 1, S. 129 veröffentlicht. Synonyme für Corydalis flavula (Raf.) DC. sind: Corydalis aurea var. flavula (Raf.) Alph.Wood, Corydalis flavidula Chapm., Capnoides flavula (Raf.) Kuntze, Neckeria flavula (Raf.) Millsp., Corydalis geyeri Fedde